# Claes Heynensoon

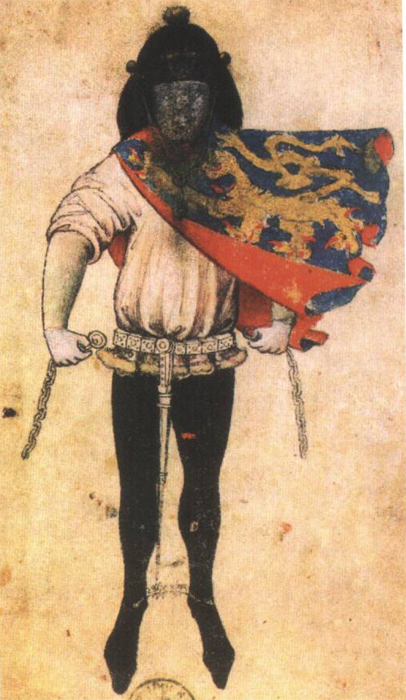
Heraut Gelre f.122r bladgrote miniatuur in Wapenboek Gelre

Claes Heynensoon (ca. 1345 - (Brabant) 1414) is bekend als heraut Gelre en als heraut Beyeren. De namen Gelre en Beyeren zijn territoriale ambtsnamen voor het graafschap Gelre en het hertogdom Beieren. In 1988 werd het sluitende bewijs geleverd dat heraut Gelre en heraut Beyeren dezelfde persoon betreft.
Hij werkte zich op van bode naar heraut en via heraut-literator tot wapenkoning-geschiedschrijver.
Van Heynensoon zijn zes autografen bewaard gebleven. Het Wapenboek Gelre, het Haagsche handschrift, het Wapenboek Beyeren, het Kladblok, de Hollandsche cronike en het Gotha fragment. Daarnaast zijn vele kopie-handschriften bewaard gebleven. Zijn werk is internationaal bekend. Hij was de eerste die in de Lage Landen de nieuwe traditie van heraldisch-historische geschriften introduceerde door zijn kronieken te verluchten met heraldische miniaturen. In zijn Haagsche handschrift kent hij de afgebeelde wapens een tekststructurerende en betekenisvormende functie toe. Daarmee heeft hij een unieke positie in de Nederlandse literatuurgeschiedenis verworven.